# 錫普爾山
錫普爾山（英語：Mount Siple）是南極洲的盾狀火山，位於錫普爾島西北部，海拔高度3,110米，山頂的破火山口長4公里、寬5公里，山體體積1,800立方公里，與南極洲火山埃里伯斯火山相若，地貌顯示最近一次火山爆發在全新世。

## 外部連結
- http://www.skimountaineer.com/ROF/ROF.php?name=Siple （页面存档备份，存于）